# Jeroboão II
Jeroboão II (em hebraico: יָרָבְעָם; romaniz.: Yāroḇʿām) foi o décimo terceiro rei de Israel, sucedendo a seu pai Joás (ou Jeoás), sobre o qual governou por quarenta e um anos. Ele é descrito como um comandante militar que lutou contra o reino de Arã-Damasco.

## Reinado
Ele reinou durante 41 anos (destes 41 anos, onze foram junto com seu pai como co-regente), sucedendo-lhe o filho Zacarias. No seu reinado, Jeroboão II havia vencido os arameus e reconquistou à Damasco e partes de Hamate e também estendeu Israel até seus primeiros limites, desde a "entrada de Hamate" até o "mar da Planície".
Enquanto isso, ainda no seu reinado, o profeta Jonas, filho do profeta Amitai, exerceu seu ministério trazendo uma mensagem de restituição dos territórios de Israel anteriormente perdidos. Além, de Jonas, o profeta Amós falou a seu respeito condenando a atitude do povo de confiar nas suas próprias riquezas. O livro de Oseias também relata uma série de profecias a respeito do seu reinado em Israel.

## Arqueologia
Em 2020, cientistas conseguiram provar que uma bula com os dizeres l’Shema eved Yerov’am, que significa Pertence a Shema, servo/ministro de Jeroboão encontrada na década de 80 junto a beduínos era original. 
Além destes dizeres, a bula também contém a ilustração de um leão rugindo que, provavelmente, era o símbolo de Jeroboão II.
Por mais que esta não seja uma bula do próprio rei, ao fazer menção a ele, ela dá a certeza aos arqueólogos da veracidade deste personagem bíblico e a classifica como uma das bulas mais antigas já encontradas em Israel. 